# 杉山佳明
杉山 佳明（すぎやま よしあき、1983年12月17日 - ）は、日本中央競馬会（JRA）・栗東トレーニングセンターの調教師。兵庫県出身。

## 来歴
中学･高校と乗馬クラブに通い、将来は馬の仕事に就きたいと思い、大学に進学して馬術部に入るなど色々と進路について考えていたところ、週刊競馬ブックに掲載されていた北海道浦河町の軽種馬育成調教センター（BTC）の育成調教技術者養成研修の募集を見て入構。研修修了後、北海道千歳市の社台ファームで10年ほど勤務。勤務時には山元トレセン、グリーンウッドトレーニング、アメリカ研修、イギリス研修を経験した後、2009年6月にJRA競馬学校厩務員課程へ入学。2010年11月から庄野靖志厩舎の厩務員となり2011年1月から調教助手に転向した。2013年6月に沖芳夫厩舎に移籍する。2019年2月末に厩舎が解散したため3月から上村洋行厩舎に所属を変更した。
2019年12月5日、JRA調教師免許試験に8度目の挑戦で合格したことが発表された。2020年1月から免許が交付され、同年は美浦トレセンの加藤征弘厩舎の元で技術調教師として研修を積んだ。2021年3月から栗東トレセンで厩舎を開業。
2024年1月7日に行われたフェアリーステークスでイフェイオンが勝利し、開業4年目で重賞初勝利となり自身が勤務した社台ファームの生産馬での勝利となった。

## 調教師成績

### 概要
|            | 日付          | 競馬場・開催  | 競走名               | 馬名             | 頭数 | 人気 | 着順 |
| ---------- | ------------- | ------------- | -------------------- | ---------------- | ---- | ---- | ---- |
| 初出走     | 2021年3月6日  | 1回阪神7日1R  | 3歳未勝利            | フクシマブリリオ | 11頭 | 11   | 5着  |
| 初勝利     | 2021年3月27日 | 2回中京5日9R  | 4歳以上1勝クラス     | エピローグ       | 15頭 | 8    | 1着  |
| 重賞初出走 | 2021年5月9日  | 2回新潟2日11R | 新潟大賞典           | ハッピーアワー   | 14頭 | 13   | 13着 |
| 重賞初勝利 | 2024年1月7日  | 1回中山2日11R | フェアリーステークス | イフェイオン     | 14頭 | 5    | 1着  |
| G1初出走   | 2022年5月8日  | 2回東京6日11R | NHKマイルカップ      | カワキタレブリー | 18頭 | 18   | 3着  |

## 主な管理馬
- イフェイオン（2024年フェアリーステークス）
- コスタボニータ（2024年福島牝馬ステークス）[7]

## 主な厩舎所属者
- 田村太雅（2022年-2023年 騎手）
- 林満明（2021年- 調教助手）
- 出津孝一（調教助手）